# Tokin

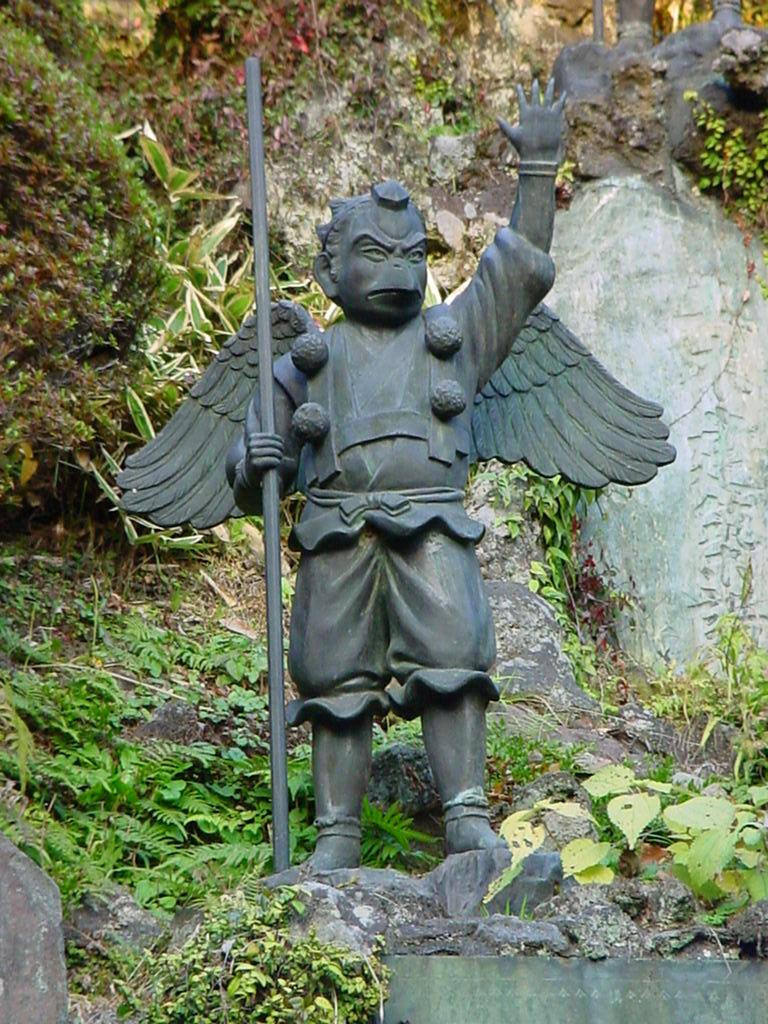
Statue d'un karasu-tengu en yamabushi, portant le tokin sur la tête, au Kenchō-ji

Un tokin (頭巾 « foulard », ou 兜巾 « casque de toile », ou 頭襟, « collier de tête ») désigne la petite boîte noire portée sur le front des yamabushi (ascètes des montagnes) de la secte shugendō ou des tengu, esprits des montagnes et des forêts de la mythologie japonaise, dangereux mais aussi protecteurs. Le tokin n'est pas seulement porté comme décoration, mais est aussi utilisé comme gobelet.
Composé de matière noire, il comprend souvent douze plis, chacun pour l'une des 12 vertus bouddhistes (nidana (en)). Au cours de l'époque de Kamakura, il couvre encore toute la tête mais avec le temps sa taille rétrécit jusqu'à l'époque d'Edo où il atteint sa forme actuelle pour être porté sur le front,.

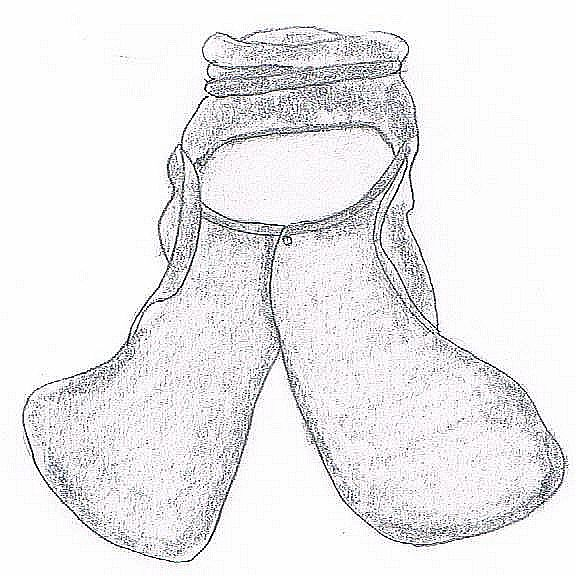
Tokin comme casque de cuir

En tant que casque de cuir, c'était un des éléments de l'équipement des moines-guerriers (sōhei). Vue d'en haut, la partie centrale est arrondie tandis que l'avant et les côtés sont droits. Des renforts en cuir épais renforcent le casque sur le dessus et sur les bords. Le casque descend et repose sur les épaules du porteur. Sur l'avant et sous le visage, deux rabats sont attachés à droite et à gauche pour protéger le cou.